# جان گدس (دوچرخه‌سوار)
جان گدس (انگلیسی: John Geddes؛ زادهٔ ۱۳ اوت ۱۹۳۶) دوچرخه‌سوار اهل بریتانیا است.
وی در مسابقات کشوری و بین‌المللی در مجموع برندهٔ ۱ مدال برنز شده‌است.